# Дольдер, Марио
Марио Дольдер (нем. Mario Dolder; род. 22 июня 1990, Лангнау, Берн) — швейцарский биатлонист и лыжник.

## Биография
За биатлонную сборную Швейцарии Дольдер дебютировал в 21 год. В своем первом взрослом сезоне он один раз сумел набрать очки. В спринте в Хохфильцене он занял 34-е место. В 2012 году он дебютировал на Чемпионате мира в Рупольдинге, где был 64-м в индивидуальной гонке. Во втором сезоне результаты Дольдера улучшались. Биатлонист несколько раз сумел попасть в 30-ку сильнейших на этапах Кубка мира.
Помимо биатлонных соревнований спортсмен принимал участие в лыжных гонках. Однако в них особых результатов Дольдер не показывал и не входил в основную сборную своей страны.
Завершил карьеру 14 марта 2020 года.

## Достижения
- Бронзовый призёр Чемпионата мира по биатлону среди юниоров (до 19 лет):  2009

## Кубок мира
- 2011/12 — 98-е место (7 очков)
- 2012/13 — 64-е место (58 очка)